# 中国铁路南宁局集团
中国铁路南宁局集团有限公司，原称南宁铁路局，是中国国家铁路集团下属公司。管辖范围大致涵盖广西境内铁路（钦州、北海、防城港三市的铁路由其控股的广西沿海铁路公司管理），以及黎湛铁路位于广东省的部分和河茂铁路。

## 沿革

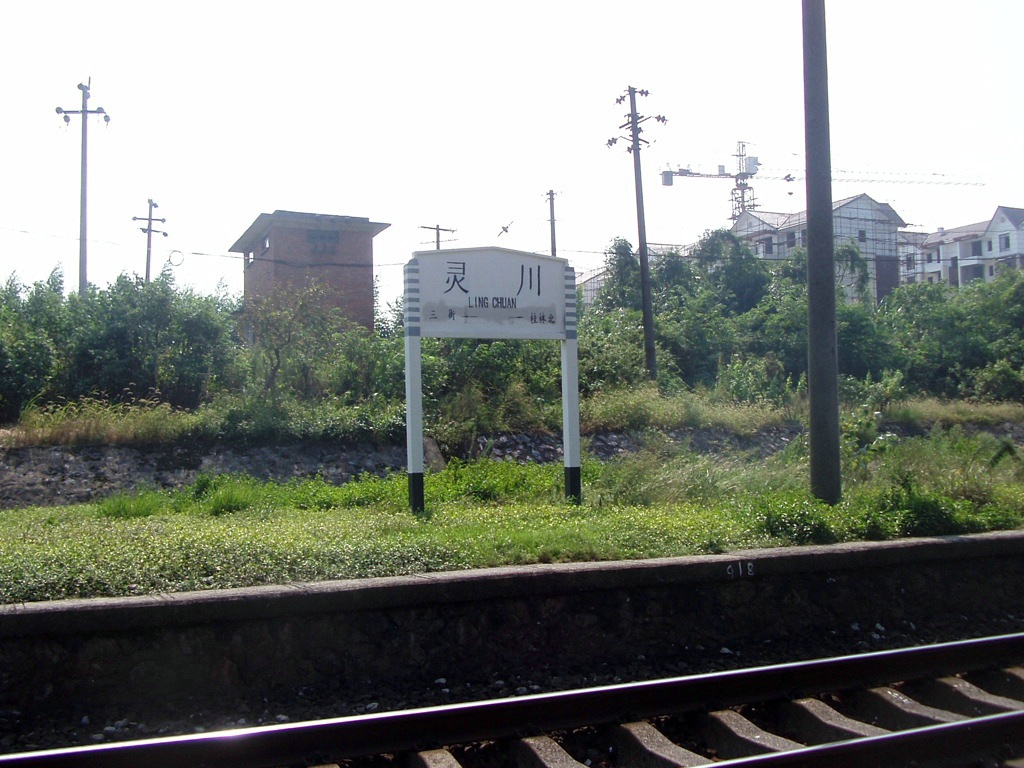
由南宁铁路局管辖的灵川站

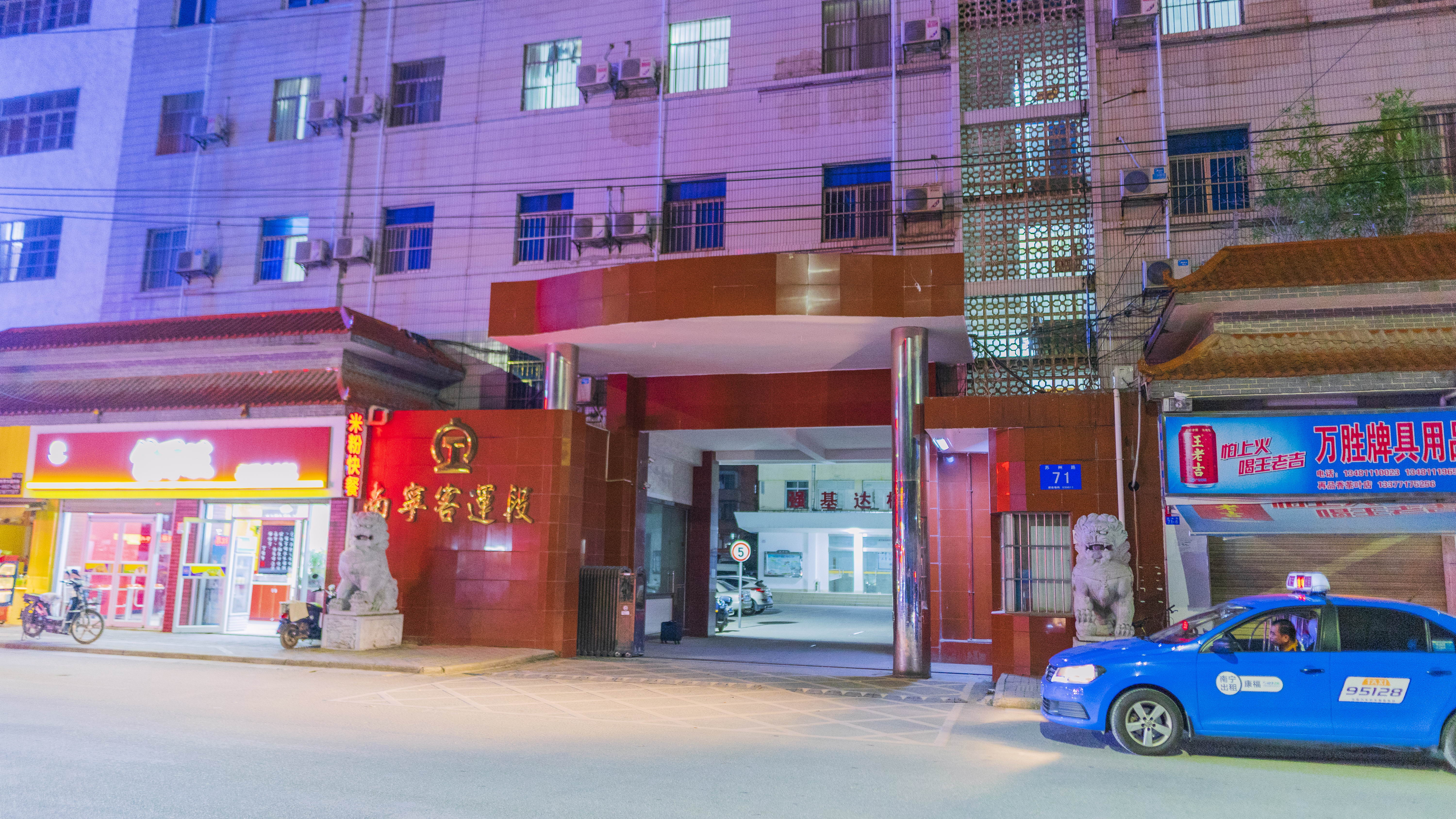
南宁客运段机关

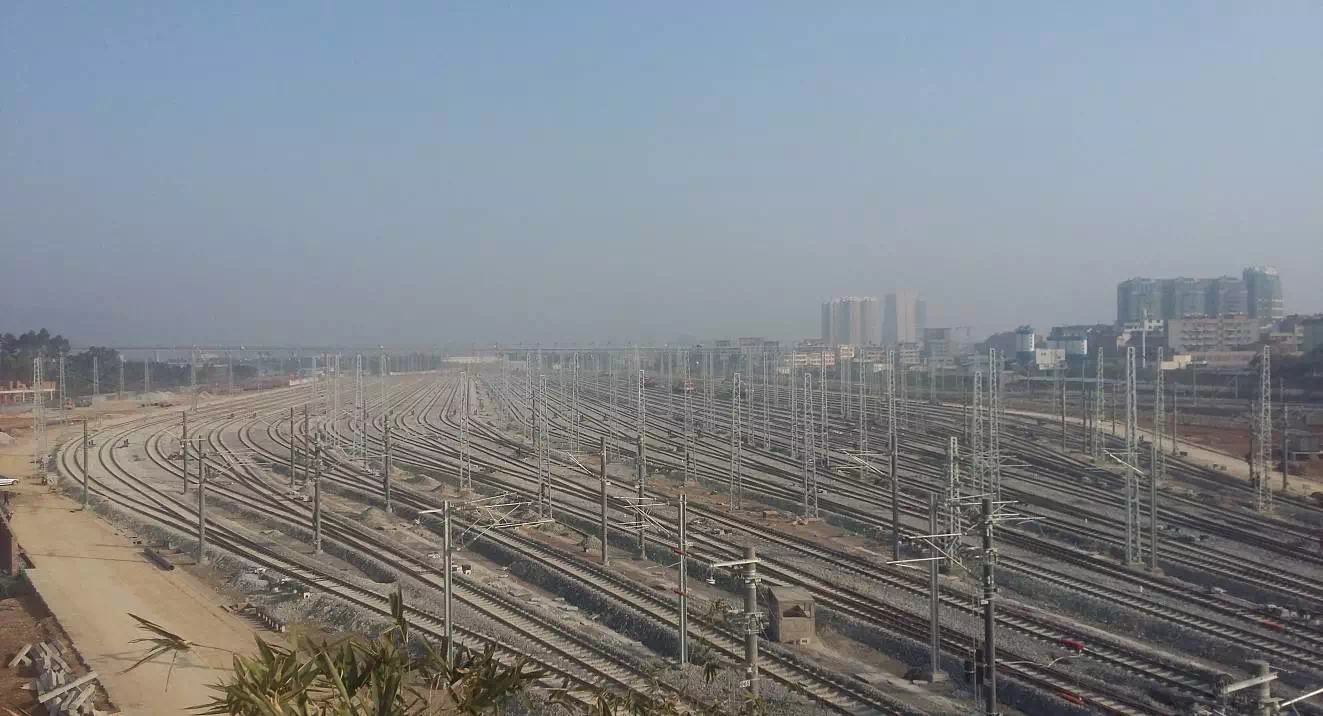
桂林定江动车所

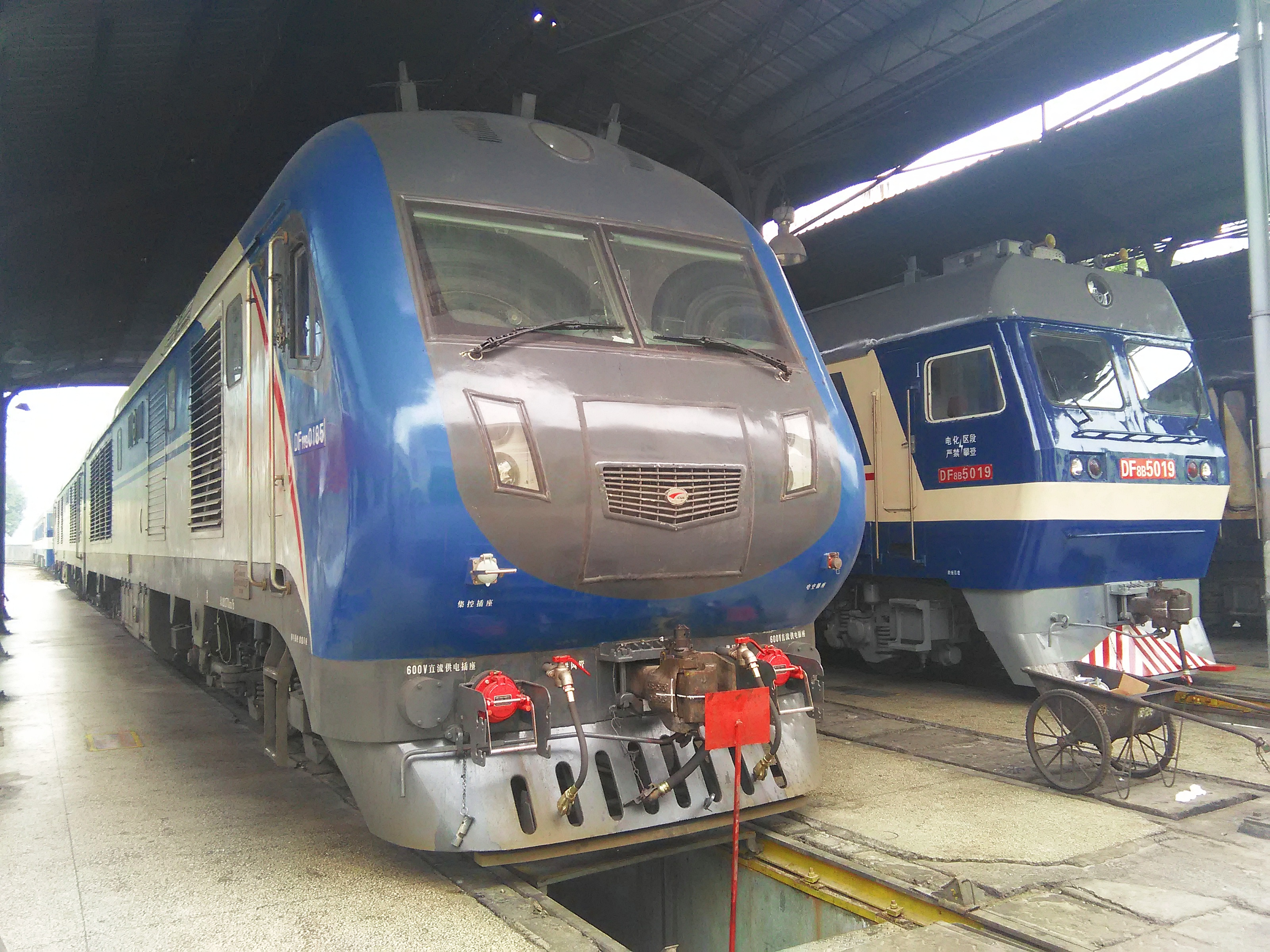
东风11G型内燃机车和东风8B型柴油机车机车于柳州机务段

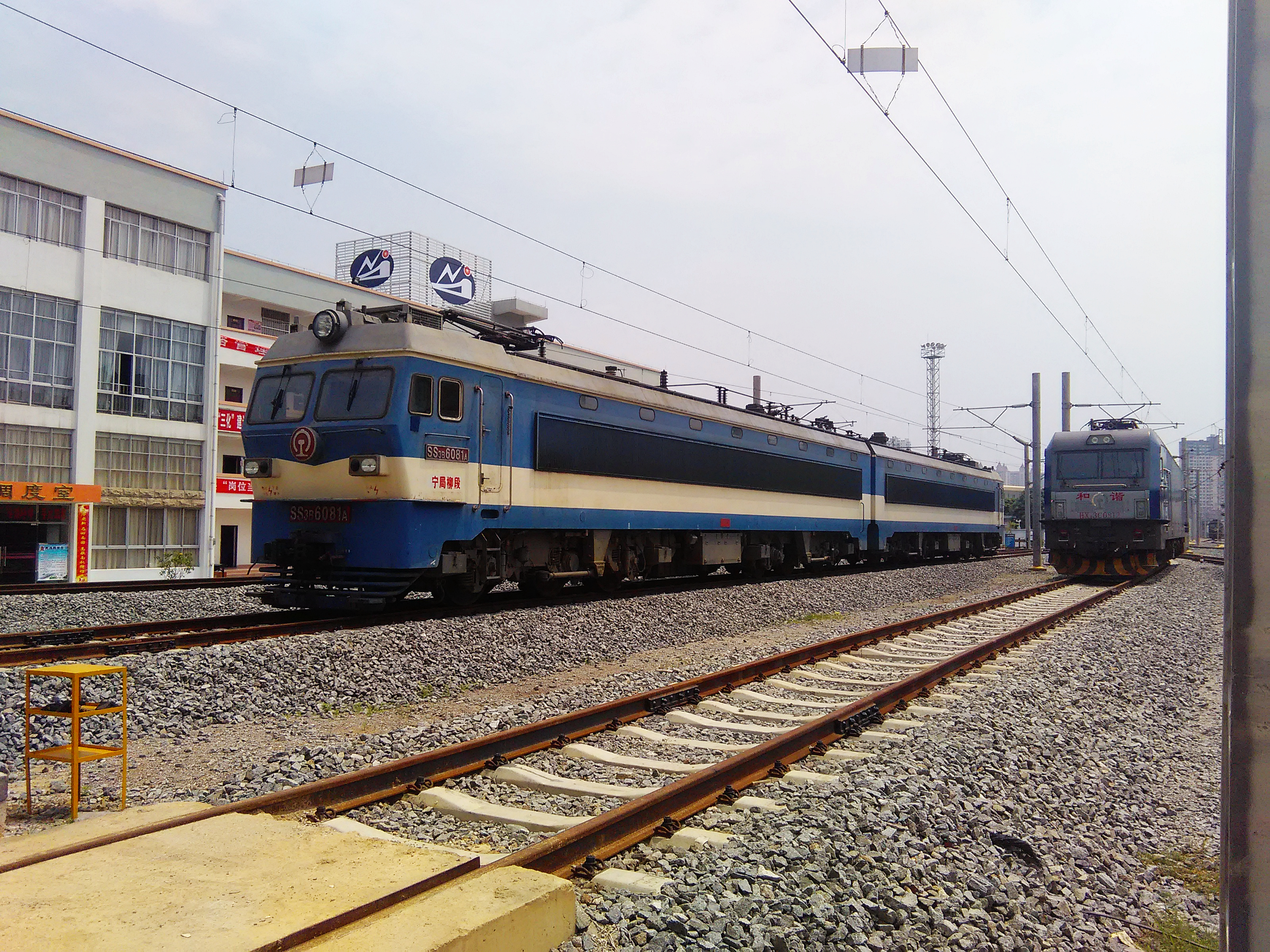
韶山3B型电力机车于南宁机务段

### 民国时期

#### 湘桂铁路机构
民国26年（1937年）4月7日，国民政府铁道部在衡阳成立湘桂铁路工程处，以凌鸿勋为处长兼总工程师，筹备修建衡阳至桂林铁路全长375公里，在湖南境内208公里，由湖南负责；在广西境内从全州的黄土井到桂林，长167公里，由广西负责。估计需款3600万国币，南京政府负担一半，用以购买车辆、钢材、机械；湖南、广西各负担1/4，以土地、人工、枕木作股。民国26年（1937年）12月18日，湘桂铁路股份有限公司理事会在汉口成立，在广西桂林设总经理处，领导湘桂铁路修建事宜。抗战后，日本海军封锁中国沿海，国民政府遂着意开辟西南陆路国际交通线，决定将湘桂铁路延长到镇南关，与越南铁路相接，借海防为吞吐港。1938年1月，湘桂铁路工程处改称湘桂铁路衡桂段工程处；并在南宁成立南镇段工程处，负责组织修筑南宁至镇南关段。1938年3月，在南宁成立柳南段工程处，负责柳州至南宁段修筑工程。1938年4月1日，湘桂铁路理事会总经理处设桂柳段总工程司室，负责桂林至柳州段施工。各处均隶属湘桂铁路理事会。
1938年4月22日，同法国银团借款1.8亿法郎，折合国币1900多万元，其中提供材料、机车款1.5亿法郎，现款3000万法郎，12年还清，周息7厘，以盐税和路款付给，又从广西矿产税中拿出80万元为附加担保。银团收取购料费1.5%及经费5.5%为佣金。中法合组建筑公司承办南镇段工程，法方派总工程师和总会计师，以工程费用和管理费用附加15%为公司酬益。1938年6月1日，南镇段全部工程移交中法建筑公司续建，国民政府交通部另在南宁设立南镇段工程监督处。1939年5月完成路基工程95%。10月，从镇南关铺轨到宁明58公里，以运送筑路器材。11月，日军入侵桂南，当局下令破坏路基，拆除铁轨移筑黔桂铁路。该路段共用去法国借款1.5亿法郎，交通部另拨800万国币。路未修成，尚存放在越南的材料计值6700万法郎，作为抵偿法银团的部分债务。12月中旬，驻南宁日军一部沿邕龙公路进犯，筑路员工急将机车车辆及路料7000多吨，以及国民政府进口物资5000多吨，紧急退运至越南同登，没有落入敌手。 
民国27年（1938年）9月27日，衡阳至桂林（北）段建成通车。衡桂段最后结算用去国币5186万元，由国民政府拨款2042万，拨材料折价2313万元，湖南分担477万元，广西分担354万元。广西负担的路款在省内发行铁路公债解决。民国27年（1938年）10月1日，在湖南衡阳衡桂段工程处改组为湘桂铁路股份有限公司衡桂段管理局，直属湘桂铁路理事会，管理湘桂铁路衡阳西—桂林北段的运输业务；桂柳段总工程司室、柳南段工程处合并为桂南工程局，局址设南宁，负责桂林至柳州、柳州至南宁两段施工。1939年10月，南镇段工程监督处成立运输处，接收管理该段镇南关至宁明已铺轨路段并办理运输业务。1939年11月，日军在北海登陆，侵犯广西南部，桂南工程局迁柳州，柳州至南宁、南宁至镇南关段工程被迫停工。1939年12月16日，桂林至柳州段竣工移交衡桂段管理局暂管通车。车辆由该路段向粤汉铁路借用其疏散的货车箱50节，火车头4辆，由西江运入柳州。该路段经费由交通部拨款1193.4万元国币，材料价值1206.2万元，广西征工、征地、征料44.9万元转作路股投资，总共用去2444.5万元。 1940年1月1日、4月1日，衡桂段管理局先后正式接管桂林至永福段和永福至柳州段。1940年6月，桂南工程局撤销。民国30年（1941年）1月1日改成湘桂铁路股份有限公司铁路管理局，简称湘桂铁路管理局（二等局），局内原设各课升格为处，设总务处、工务处、车务处、机务处、会计处、防空办事处、警察署、秘书室、护路大队。管理衡阳西—来宾（后来延伸到大湾铁路支线）的运输业务。1941年3月，湘桂铁路管理局成立柳来段新工总段，负责柳州至来宾段施工。时日军已占越南，无必要筑到南宁，只从柳州铺轨到来宾，与合山运煤铁路相接。1941年9月8日，柳州至来宾段全长72公里竣工通车，至此，湘桂铁路衡阳至来宾正式通车运营里程为605公里，设有各种等级车站60个。1942年6月，全局有职员1964人、工警10820人，合计12784 人。
抗日战争中期，为把广东出产的食盐由水路转铁路北运至湖南，并为续建湘桂铁路器材物资提供方便交通，湘桂局从凤凰站建设了19.32km长的一段支线铁路到大湾，1942年6月开始测量，9月11日动工，1943年3月14日建成通车，3月30日开始营业，每天往来桂林、大湾一趟。大湾位于红水河下游北岸，河床宽阔，河水盘旋回环形成沱湾，成为重要的水陆码头。1944年11月，日军侵犯广西，大湾支线由湘桂铁路管理局奉军事当局之命拆除和破坏。
民国33年（1944年），侵华日军第二次侵入广西。民国33年（1944年）6月17日，湘桂铁路管理局由衡阳迁桂林，9月10日分批迁柳州，并疏散员工家属，11月7日迁金城江。11月11日，柳州沦陷。11月23日至12月10日，湘桂铁路管理局先后撤至贵州省独山、都匀、贵阳。1945年1月，湘桂铁路理事会迁重庆，湘桂铁路管理局迁四川省綦江。3月，交通部改组湘桂铁路管理局，机构人员裁减至120人。4月16日和7月1日， 先后成立战时铁路第一总队和第二总队，招收复职员工1832人，筹划湘桂铁路修复工作。1945年6月和7月，第一总队先后迁都匀、柳州。9月7日，第二总队并入第一总队，10月底裁撤。1945年9月，在柳州恢复成立湘桂铁路管理局。

#### 黔桂铁路机构
民国28年（1939年）4月1日，国民政府交通部在湖南湘潭成立黔桂铁路工程局，同月迁广西宜山，负责修建柳州—贵阳的黔桂铁路。1942年黔桂铁路工程局设总工程司室、秘书室、总务课、 工程课、 设计课、机务课、车务课、会计课、材料课。全局有员司3131人，工警11563人， 总计14694人。民国32年（1943年）7月各课升为处，设7处1室，增设养路处。 局内设总务、工务、车务、机务、材料、会计、养路7处（原增设的人事课改为人事室）和附属事业管理处。
民国33年（1944年）5月改组为8处3室，即总务处、工务处、养路处、机务处、车务处、材料处、会计处、附业处及总工程司室、秘书室、人事室。
1944年6月，黔桂铁路通车至清泰坡，设车站49个。民国33年（1944年）11月，黔桂铁路奉令全线撤退。12月4日，黔桂铁路工程局迁至贵阳。 1945年4月9日，因战局好转，在贵阳重建黔桂铁路工程局，设工务、机务、材料、会计、车 务、 总务等处，人事、秘书室及福利委员会、清理委员会，下设都匀、独山、麻尾3个工务总段计9个分段，1个工程队，麻尾机厂，都独、麻丹抢修队，机具检修所及汽车管理所，重组就绪后同月即迁都匀。 

#### 湘桂黔铁路机构
民国35年（1946年）1月1日，湘桂铁路管理局、黔桂铁路工程局合并，在都匀成立湘桂黔铁路工程局。局址暂设都匀，1946年3月迁到广西柳州迁至柳州今鹅山新村。湘桂、黔桂铁路合称湘桂黔铁路。
湘桂黔铁路工程局组织大湾铁路支线原线修复，以从广州运进钢轨、水泥 等筑路器材，1946年4月开工，1946年8月8日通车，开行柳州至大湾直达列车，对修建和修复湘桂、黔桂铁路发挥重要作用，先后运输钢轨30多公里、红水河 大桥90米钢桁梁以及部分水泥、机车车辆配件等。
1946年5月在贵阳成立都筑段工程处。
民国36年（1947年）1月成立来湛段（来宾—广东湛江）铁路桂境工程处、粤境工程处。
1947年12月10日， 全局共有课级或相当于课级机构139个、股级机构378个，车站115个（其中湘桂铁 路衡桂段37个、 桂柳段18个、柳来湾段9个，黔桂铁路柳怀段12个、清丹段24个，未通车的 全村—关西段15个）。有员司4712人、工警16540人，合计21252人。民国37年（1948年）该局共设3室15处1所，即总工程司室、秘书室、 人事室、工务处、运输处、机务处、材料处、会计处、总务处、警务处、都筑段工程处、来湛段桂境工程处、来湛段粤境工程处、广州办事处、南京办事处、桂林联合办事处、都匀联合办事处、衡阳联合办事处、上海转运所。
民国38年(1949年)6月1日，湘桂黔铁路工程局改称交通部湘桂黔区铁路管理局，局址仍设在柳州。1949年10月，全局有员工20957人，其中员司4771人，工警16186人。 
1949年11月，大湾铁路支线遭破坏，经修复短时期通车后，1950年12月拆除线路，轨料移修湘桂铁路来宾至镇南关段。

### 中华人民共和国成立初期
中华人民共和国成立后，1950年1月，成立衡阳铁路管理局柳州铁路分局，负责广西境内铁路管理工作。同年8月20日，在柳州成立衡阳铁路管理局来镇段工程处，筹建来宾—镇南关段铁路。1952年1月1日起，柳州铁路分局迁南宁，改称衡阳铁路管理局南宁铁路分局，接管来镇段工程处（该处于同年1月撤销），管理桂林以南（不含桂林）铁路各单位的所有业务。
1953年1月1日，成立铁道部柳州铁路管理局。因管辖里程短，运量少，所以旋即将已筹建成立的柳州、南宁铁路分局撤销，由铁路管理局直接领导各基层站段。局机关设20个处、室、会、直属科（不含政工部门、群众团体以及公安处编制，下同）。1956年1月1日，成立柳州、南宁铁路分局，同年7月16日成立麻尾办事处（处址设在六甲），将金城江—麻尾段从柳州铁路分局划出，由该处管理。1958年1月1日，撤销柳州、南宁铁路分局及麻尾办事处，由柳州铁路管理局直接领导各基层单位，局机关精简为14个处、室。

### 柳州铁路局时期
1958年8月29日起，柳州铁路管理局改为实行“工管合一”体制的柳州铁路局。同年10月28日成立柳州、桂林、南宁、湛江铁路办事处，为柳州铁路局派出机构，行使相当于铁路分局一级的职权。1959年，柳州铁路局机关设19个处、室、所、直属科，其中工程处自1959年8月1日起撤销，改设第一工程处、第二工程处，并增设厂务处以及局直属技术检查科等机构。1960年3月，撤销技术检查科，成立基建处。1960年7月1日，成立广西壮族自治区地方铁路局，业务委托柳州铁路局管理，局址暂设南宁。同年10月撤销广西壮族自治区地方铁路局，在柳州铁路局基本建设处内设地方铁路科。1961年6月，第一、二工程处合并成立工程处。10月1日，贵阳铁路局撤销，并入柳州铁路局，改为柳州铁路局贵阳铁路办事处。同年底撤销桂林铁路办事处，业务并入柳州铁路办事处。1964年1月1日，撤销各铁路办事处，成立柳州、南宁、贵阳铁路分局。1965年7月1日，贵阳铁路分局移交成都铁路局。同年，柳州铁路局机关设19个处、室，其中将客运处与国际联运处合并为客运联运处。1967年1月1日，都匀铁路分局成立，管理太阳村—都匀间铁路业务。
1967年3月12日，柳州铁路局及柳州、南宁、都匀铁路分局分别成立军事管制小组，开始对铁路实行军事管制。柳州铁路局军事管制小组生产办公室下设秘书组、运输组、基建大修组、管理组、保卫组，管理柳州铁路局运输生产业务。同年12月2日，柳州铁路局军事管制小组改为柳州铁路局军事管制委员会，下设临时生产指挥部，内分运输组、基建组、综合组。另外还成立了一个接待组，处理“文化大革命”有关事宜。1968年8月23日，成立柳州铁路局革命委员会，下设生产指挥部、后勤部、政治部、办公室。同年10月28日上述三部一室改为4个组即办事组、政工组、生产组、后勤组。另外列有保卫组编制，将人民武装部划归保卫组领导。基本建设处与铁路局同日成立革命委员会（相当于分局一级机构），领导基建工程部门各基层单位。撤销柳州铁路局及其所属各铁路分局机关原各部、委、处、室、科（除了基本建设处、公安处、公安分处、局及分局武装部以外）。各级机关干部集中到矮岭学习班（后迁到东泉改称五七干校）参加“斗批改”。1969年12月5日，柳州铁路局革命委员会办事机构改成5组1室：办事组、政工组、生产组、后勤组、人保组、战备办公室。1972年5月23日，柳州铁路局革命委员会撤销机关各组，成立11个处、室、部。增设地方铁路处（相当于分局一级机构）以直接领导地方铁路各站、段，将基本建设处改为工程总队（1974年5月恢复为基本建设处）。1973年6月柳州铁路局军事管制委员会撤销。1976年，柳州铁路局革命委员会机关有16个处、室、部。
1978年6月15日，撤销柳州铁路局及柳州、南宁、都匀铁路分局革命委员会，恢复铁路局、分局的编制。柳州铁路局机关设19个处、室、部，其中增设了外事办公室等机构。同年7月1日，撤销都匀铁路分局，贵州省境内的麻尾一都匀区段划归成都铁路局管理。1979年7月12日，将原基本建设处分成属于局机关编制的基本建设处和相当于分局一级机构的工程处，由工程处直接领导柳州铁路局工程部门各基层单位。1980年，原列为局机关编制的物资管理处改成相当于分局一级的机构，直接领导柳州铁路局物资工业各基层单位；1984年又改为物资工业公司，直接领导物资工业各基层单位。1985年，柳州铁路局机关设23个处、室、部、公司，其中将运输、客运、货运 处合并为运输处，增设总调度室、企业管理办公室、对外经济办公室、审计处、劳动服务公司等机构。局机关共有管理人员498人（内含服务人员36人）、生产人员147人，合计645人。
1986年到1990年，根据企业改革及铁路发展的需要，柳州铁路局陆续调整部分机构。1986年，撤销对外经济办公室，成立开发经营处，将物资工业公司改成物资工业处（仍为相当分局一级机构），人民武装部改成战备武装处，劳动服务公司改成集体经济管理处。1987年，撤销总调度室，工作并入运输处，另设客运处。1988年，增设精神文明办公室（1989年11月撤销，在局办公室内设路风监察室，后来改为单设的路风建设办公室）、政策研究室（1989年12月撤销）、监察处、老干部管理处，将人事处改成干部处，撤销地方铁路处，另设属于机关编制的地方铁路办公室，原属地方铁路处的各基层单位分别由柳州、南宁铁路分局领导。1990年1月1日起，原柳州铁路公安处和柳州、南宁铁路公安分处分别改成柳州铁路公安局和柳州、南宁铁路公安分局。同年9月，根据广西壮族自治区委托柳州铁路局代管代营南防铁路公司的决定，在南宁成立南防铁路公司筹备组，12月撤销筹备组，成立广西壮族自治区南防铁路公司，自1991年1月1日起全面负责南防铁路的运输生产及经营。。
中华人民共和国成立后，广西的铁路管理按照全国铁路由中央集中管理的体制，1950年至1988年各分局设政治处，路局设政治部，作为党委的办事机构，政治部主任起初由党委书记兼任，后来由党委副书记兼任。“文化大革命”期间，1968年11月到1972年5月政治部被撤销。1989年起，取消政治部，加强党委工作。
中华人民共和国成立后，柳州铁路局1953年成立工会，1966年至1972年改称职工代表会，1978年后改称中国铁路工会柳州铁路局委员会，作为职工代表大会的办事机构。 
广西铁路由国家铁路、地方铁路、合资铁路构成。国家铁路由柳州铁路局经营管理。地方铁路1991年到1992年9月由广西壮族自治区委托柳州铁路局管理，1992年10月起由广西地方铁路公司经营管理。合资铁路1991年到1995年9月由南防铁路公司管理，1995年10月到2002年6月由广西地方铁路有限公司管理，2002年6月起由广西沿海铁路公司经营管理。
柳州铁路局位于柳州市鹅山路三区1号。1991年机关定员895人，其中局领导职数7人。设有27个行政职能机构：办公室、总工程师室、法律顾问室（行政复议委员会办公室）、安全监察室、企业管理办公室、路风建设办公室、运输处、客运处、机务处、工务处、电务处、车辆处、房地产管理处、计划统计处、基本建设处、财务处、干部处、劳动工资处、教育处、卫生处、审计处、战备武装处（人民武装部、人民防空办公室）、监察处、老干部处、开发经营处、生活管理处、集体经济处，定员874人；设地方铁路办公室管理地方铁路，定员14人。
1992年8月17日，柳州铁路局根据中共广西壮族自治区党委书记办公会议精神，印发《关于成立广西地方铁路公司的通知》，撤销柳州铁路局地方铁路办公室。1992年9月7日成立柳州铁路局物资工业公司，与物资工业处合一设置。9月15日，柳州铁路局监察处合并到柳州铁路局纪委，实行“一套人马，两块牌子”，同时行使党内纪检与行政监察职能。9月30日，撤销柳州铁路局生活管理处、直属生活管理段，成立柳州铁路局生活服务总公司。12月2日，成立柳州铁路局房地产公司，与柳州铁路局房地产管理处合一设置。1993年8月20日，成立柳州铁路局外事工作领导小组，下设外事工作办公室，挂靠在柳州铁路局客运处。9月3日，成立柳州铁路建设监理公司。12月4日，调整柳州铁路局企业管理办公室的内部机构设置，增设法律顾问室（对外称柳州铁路局法律顾问室）。1995年1月13日，成立柳州铁路局安全基础建设办公室，挂靠在柳州铁路局安全监察室。2月16日，成立柳州铁路局劳动法制办公室，与柳州铁路局劳动工资处工人科合一设置。7月，铁道部印发《关于对铁路局、分局机关实行机构编制限额管理的通知》，柳州铁路局行政领导职数9人，铁路局机关行政机构21个、机关行政人员编制540人。
柳州铁路局是最早实现铁路管理体制适应社会主义市场经济要求，建立现代企业制度的铁路局之一，率先进行了撤销分局、实行路局直管站段改革。1997年，铁道部作出改革柳州铁路局管理体制的决定，自1997年11月1日起撤销柳州、南宁铁路分局，实行由铁路局直接领导基层站段的新体制，原铁路分局行政和党群工作职能改由铁路局统一管理。同时将中国铁路机车车辆工业总公司下属的柳州机车车辆厂划归柳州铁路局领导。11月11日，将南昆铁路接管运营筹备组改名为柳州铁路局南昆铁路临管运营处。
1994年，柳州铁路局进行了工商登记。
截至2007年，全局图定开行旅客列车49对，货物列车450对，比2002年分别增长16.7%及42%。仅2006年，全局开行直达列车以及“五定”班列12410列，比2002年增长87.3%；开行城际列车7对，比2002年增长250%；全局旅客列车速度比2002年提高12.9公里/小时，南宁至桂林城际列车由原先运行近7小时压缩至4.5小时。2002年至2007年，全局旅客发送量从2083万人增长至2670万人，增加587万人，增长28.2%；货物发送量从4897万吨增长至9000万吨，增加4103万吨，增长83.8%；换算周转量从632亿吨公里增长至1043亿吨公里，增加410.5亿吨公里，增长39.3%；运输收入从38亿元增长至80亿元，增加42亿元，增长144.4%。

### 南宁铁路局时期
2006年10月10日，中共广西壮族自治区党委书记刘奇葆、广西壮族自治区人民政府主席陆兵在铁道部与铁道部部长刘志军就进一步完善广西铁路发展规划、加快推进“十一五”期间广西铁路建设举行会谈，双方共同签署了《关于加快推进广西铁路建设的会谈纪要》。其中铁道部同意了广西方面提出的将柳州铁路局机关迁至南宁的要求。
2007年10月铁道部批准柳州铁路局机关搬迁南宁。根据铁道部批复，自2007年11月16日零时起，柳州铁路局更名为南宁铁路局，简称“宁”；柳州铁路安全监督管理办公室更名为南宁铁路安全监督管理办公室。11月16日零时起，南宁铁路局运输调度网络系统切割并投入正常运转。南宁铁路局机关设在南宁市衡阳路白苍岭。南宁铁路局简称宁局、宁铁。南宁铁路局管理线路总延展长度為4427.57公里，营业里程2416.8公里，轄有車站254個。
2012年11月24日，广西壮族自治区与铁道部共同签署《铁道部 广西壮族自治区人民政府关于加快推进广西铁路建设发展的会谈纪要》，明确了“十二五”广西铁路建设发展目标和重点任务。

### 南宁局集团时期
2017年9月23日，南宁铁路局召开全局电视电话会议，宣布任命康维为中国铁路南宁局集团有限公司董事长、党委委员、书记。
2017年11月1日，经国家工商行政管理总局核准，南宁铁路局名称变更为中国铁路南宁局集团有限公司（(国)名称变核内字[2017]第5116号）。
2017年11月14日，在国家企业信用信息公示系统中，中国铁路南宁局集团有限公司已完成工商登记变更。工商登记变更后，中国铁路南宁局集团有限公司仍为中国铁路总公司100%控股的公司，公司由原先的全民所有制企业变成有限责任公司（非自然人投资或控股的法人独资）企业，公司由原先铁道部出资变更为中国铁路总公司出资，注册资本由原先的770.2446亿元变更为1048.72257亿元人民币，经营范围增加铁路专用设备及相关工业设备的制造、维修、安装、租赁，工程总承包及管理，商务信息咨询，花卉苗木种植、销售、租赁，铁路职业技术培训，建筑用花岗岩石料开采等。其中除第一项经营业务外，其余新增经营业务规定只限分支机构经营。
2017年11月19日，中国铁路南宁局集团有限公司正式挂牌。

## 机构设置
车务段负责列车运营控制指挥，管辖辖区内的各大小车站、货运和客运的计划和收入、列车的运行监控。客运段担当本局管内的旅客列车的服务（包括内旅客列车乘务工作和餐饮服务）。机务段负责存放、维护、检修铁路机车，工作通常包括清洗、加油、加水、检修、除尘等。电务段负责管理和维护列车在运行途中的地面信号与机车信号及道岔正常工作。供电段负责电气化铁路的牵引供电、铁路运输信号供电、铁路地区的电力供应、电力设备的检修与保养等工作。工务段负责铁路线路及桥隧设备的保养与维修工作。南宁局集团已撤销站段包括：融安机务段（并入柳州机务段）、桂林机务段（并入柳州机务段）、金城江机务段（并入柳州机务段）、玉林机务段（并入南宁机务段）、柳州客运段（并入南宁客运段）。
中国铁路南宁局集团有限公司设置下列机构、站段：

### 内设机构
- 办公室
- 干部处
- 车辆处
- 客运处
- 计统处
- 路风办
- 工务处
- 货运处
- 机务处
- 机关党委
- 纪委

### 直属单位
- 中国铁路南宁局集团有限公司信息技术所
- 柳州机车车辆厂

### 车务段
- 南宁车务段
- 柳州车务段
- 桂林车务段
- 百色车务段
- 玉林车务段
- 梧州车务段

### 客运段
- 南宁客运段

### 车辆段
- 南宁车辆段（客）（宁局南段）
  - 南宁屯里动车运用所（已建成一期）
  - 桂林定江动车运用所[19]
  - 南宁北湖客技站
  - 柳州客技站
  - 桂林北客技站
  - 湛江客技站
- 柳州车辆段（货）
- 南宁南车辆段（货）

### 机务段
- 柳州机务段（宁局柳段）
- 南宁机务段（宁局邕段）
- 南宁南机务段（沿海公司）

### 电务段
- 柳州电务段
- 南宁电务段

### 供电段
- 柳州供电段
- 南宁供电段

### 通信段
- 南宁通信段

### 工务机械段
- 柳州工务机械段

### 工务段
- 南宁工务段
- 柳州工务段
- 桂林工务段
- 桂林高铁工务段
- 百色工务段
- 玉林工务段

## 历任领导
衡桂段铁路管理局
局长
- 石志仁（1938年10月1日—1940年12月31日）[1]

湘桂铁路管理局
| 局长 - 石志仁（1941年1月1日—1945年8月7日） - 刘鼎新（1945年8月31日—12月31日） | 副局长 - 刘鼎新（1942年3月17日—1945年8月30日） - 殷之辂（1945年8月10日—12月） |

黔桂铁路工程局
| 局长 - 侯家源（1939年4月1日—1945年2月，兼总工程司） - 袁梦鸿（1945年4月9日—12月31日，兼总工程司） | 副局长 - 裴益洋（1939年4月1日—12月，兼副总工程司） - 萧卫国（1943年2月—1945年12月） - 顾启文（1945年4月9日—12月） - 王之翰（1945年4月9日—12月，兼副总工程司） |

湘桂黔铁路工程局
| 局长 - 袁梦鸿（1946年1月1日—1949年2月，兼总工程司） - 王文彦（1949年5月26日—5月31日） | 副局长 - 王之翰（1946年1月1日—1949年5月31日，兼副总工程司） - 桂铭敬（1947年1月—1949年11月） - 陆振轩（1948年2月7日—1949年11月） |

湘桂黔区铁路管理局
| 局长 - 王文彦（1949年6月1日—6月30日） - 杨忆祖（1949年7月1日—9月15日） - 王和华（1949年9月15日—11月9日） | 副局长 - 王之翰（1949年6月1日—11月25日，兼副总工程司） - 周鹤汀（1949年6月1日—11月25日） - 王化兴（1949年10月—11月9日） - 马启邦（1949年7月1日—解放前夕） - 刘建熙（1949年8月17日—11月25日） - 李学诒（1949年11月16日—11月25日） |

湘桂黔区铁路管理局临时管理委员会
- 赖和平（1949年11月9日—11月25日，铁运司令临时主持局务）[1]

柳州铁路局
| 局长 - 尹诗炎（1953年1月1日—1955年8月，代局长） - 吴冶山（1955年8月—1957年12月） - 尹诗炎（1957年12月—1962年4月12日） - 金玉成（1962年4月12日—1967年） - 阎永让（1968年8月21日—1969年1月9日，革命委员会主任） - 俞梅生（1969年1月9日—1969年11月，革命委员会主任） - 张文芳（1969年11月23日—1973年6月，革命委员会主任） - 孙连捷（1973年12月9日—1976年3.30日，革命委员会主任） - 董里（1976年3月30日—1978年3月14日，革命委员会主任） - 韩杼滨（1978年3月14日—1978年7月8日，革命委员会主任；1978年7月8日—1983年4月25日，局长） - 肖诚（1983年12月20日—1985年1月10日） - 成克杰（1985年1月10日—1986年10月） - 李蕴（1986年10月18日—1992年8月） - 曾宗标（1992年8月—1997年10月） - 罗叙德（1997年10月—2003年4月） - 邵力平（2003年4月—2007年11月） 副局长 - 胡锡光（1953年1月1日—1958年1月9日） - 顾启文（1953年1月1日—1966年9月） - 尹诗炎（1955年8月—1957年12月） - 杨嘉恩（1958年1月11日—1962年5月） - 金玉成（1958年6月9日—1962年4月，副局长；1968年8月21日—1971年3月27日，革命委员会副主任） - 李志杰（1960年4月23日—1965年1月14日） - 杨志宏（1961年1月7日—1964年2月，副局长；1971年3月27日—1978年7月8日，革命委员会副主任） - 张俊明（1961年12月20日—文革期间，副局长；1972年8月22日—1978年7月8日，革命委员会副主任；1978年7月8日—1982年4月，副局长） - 王时习（1961年12月20日—1961年9月5日） - 黄永安（1962年8月—1966年4月16日） - 张子扬（1962年11月3日—文革期间；1979年4月10日—1980年10月） - 孙连捷（1963年12月6日—文革期间，副局长；1968年8月21日—1973年12月9日，革命委员会副主任） - 王焕东（1968年8月21日—1969年1月9日，革命委员会副主任） - 甄文林（1968年8月21日—1969年11月，革命委员会副主任） - 邱木坤（1968年8月21日—1978年5月18日，革命委员会副主任） - 陈庆凯（1968年8月21日—1978年6月，革命委员会副主任） - 李继承（1969年1月9日—1969年11月，革命委员会副主任） - 魏疆（1969年4月20日—1971年3月27日，革命委员会副主任） - 张贵仁（1969年11月23日—1973年6月，革命委员会副主任） - 翟俊德（1969年11月23日—1971年3月27日，革命委员会副主任） - 庞建勋（1971年3月27日—1973年6月，革命委员会副主任） - 李銮（1972年8月22日—1973年6月，革命委员会副主任） - 沈博（1972年1月14日—1973年12月9日，革命委员会副主任） - 温甲友（1973年12月9日—1977年4月，革命委员会副主任） - 刘运海（1973年12月9日—1978年7月8日，革命委员会副主任；1978年7月8日—1982年12月2日，副局长） - 王进（1973年12月9日—1975年11月18日，革命委员会副主任） - 韩杼滨（1975年1月25日—1977年1月3日，革命委员会副主任） - 肖诚（1976年3月30日—1978年7月8日，革命委员会副主任；1978年7月8日—1983年12月20日，副局长） - 杜绝（1977年11月1日—1978年7月8日，革命委员会副主任；1978年7月8日—1983年5月12日，副局长） - 杨飞（1978年7月8日—1979年11月3日） - 李春兴（1978年7月8日—1981年1月20日） - 李文运（1979年9月30日—1982年3月3日） - 段峰（1980年3月31日—1984年6月20日） - 赵树耀（1980年10月—1985年1月10日） - 胡均乐（1983年6月—1985年11月） - 沈百金（1983年12月—1986年10月18日） - 成克杰（1984年7月26日—1985年1月10日） - 叶春华（1985年1月10日—1997年4月） - 孙中文（1985年1月10日—1997年10月） - 曾宗标（1986年10月18日—1992年8月） - 王家梁（1986年10月18日—2000年11月） - 罗叙德（1992年8月—1995年7月） - 王德贵（1995年11月—2001年2月） - 陈凌（1997年1月—2005年4月） - 黄世全（1997年10月—2003年12月） - 王书庆（1997年10月—2004年4月） - 莫韦骥（1997年10月—2001年3月） - 郑耀明（2003年7月—2007年11月） - 黄翔（2003年7月—2007年11月） - 玉清（2005年5月—2007年11月） - 颜忻新（2005年11月—2007年11月） - 杨宇栋（2006年3月16日—2007年11月，常务副局长） - 吴文宁（2006年12月20日—2007年11月） | 党委书记 - 赵滔（1953年1月1日—1956年11月，书记；1956年11月9日—1957年12月，第一书记；1958年1月—1962年4月，书记；1961年5月—1963年4月兼柳州铁路局政治委员） - 吴冶山（1956年11月9日—1957年12月） - 王时习（1956年11月9日—1957年12月） - 尹诗炎（1962年9月—1964年2月；1962年4月—1964年2月兼柳州铁路局政治委员） - 张炎（1964年9月—文革期间；1964年9月—？，兼柳州铁路局政治委员） - 张文芳（1971年5月—1973年6月） - 孙连捷（1973年12月9日—1978年3月14日） - 王屏（1978年3月14日—1983年12月29日） - 李蕴（1984年7月7日—1985年1月9日，代书记；1985年1月10日—1993年5月，书记） - 李代华（1993年5月—1995年7月） - 罗叙德（1995年7月—1999年10月） - 邵力平（1999年10月—2003年7月） - 姚保国（2003年7月—2005年4月） - 邵力平（2005年4月—2005年10月） - 于孔峰（2005年10月—2007年11月） 党委副书记 - 尹诗炎（1958年1月9日—1962年4月） - 胡锡光（1958年1月9日—1958年7月26日） - 耶言夫（1958年12月24日—1962年4月） - 金玉成（1962年4月—文革期间） - 钟南辉（1962年6月—1964年2月） - 杨志宏（1964年2月—文革期间；1973年12月9日—1983年12月29日） - 孙连捷（1971年6月—1973年12月9日） - 张贵仁（1971年6月—1973年6月） - 沈博（1973年12月9日—1975年5月） - 董里（1976年2月7日—1978年3月） - 王屏（1976年2月27日—1978年3月14日） - 韩杼滨（1978年3月14日—1983年4月25日） - 杜绝（1978年7月8日—1983年5月12日） - 静海（1978年7月8日—1985年2月9日） - 李蕴（1983年3月24日—1984年7月6日） - 肖诚（1983年12月29日—1985年1月10日） - 成克杰（1986年1月24日—1986年10月18日） - 赵继先（1986年10月18日—1989年3月24日） - 王书庆（1989年6月13日—1997年10月） - 曾宗标（1992年8月—1997年10月） - 朱胜卿（1997年10月—1999年10月） - 莫忠（1997年10月—2007年11月） - 罗叙德（1999年10月—2003年4月） - 邵力平（2005年10月—2007年11月） |

南宁铁路局
| 局长 - 邵力平（2007年11月16日—2008年9月） - 陈伯施（2008年9月—2010年4月9日） - 张千里（2010年4月9日—4月16日，副局长主持行政工作；2010年4月16日—2017年9月，局长） 副局长 - 杨宇栋（2007年11月16日—12月，常务副局长） - 郑耀明（2007年11月16日—2017年，后为常务副局长） - 黄翔（2007年11月16日—？） - 玉清（2007年11月16日—2017年） - 颜忻新（2007年11月16日—2008年12月） - 吴文宁（2007年11月16日—？，后为常务副局长） - 张千里（2010年4月9日—4月16日） - 马侃彦（？—？） - 吴伟（？—？） - 任少卿（？—2017年） - 梁锷（？—？） - 黄一宁（？—2017年） - 韩守昌（？—2017年） - 黄玮（？—2017年） - 贺湘平（？—2017年） - 谭立新（？—2017年） - 何曲波（？—2017年） | 党委书记 - 于孔峰（2007年11月16日—2008年9月） - 莫忠（2008年10月—2014年4月） - 康维（2014年4月—2017年9月） 党委副书记 - 邵力平（2007年11月16日—2008年9月） - 莫忠（2007年11月16日—2008年10月） - 张柳胜（2007年11月16日—2017年） - 陈伯施（2008年9月—2010年4月9日） - 张千里（2010年4月9日—2017年） - 章杰（？—？） - 孟卫华（？—2017年） |

中国铁路南宁局集团有限公司
| 董事长 - 康维（2017年9月—） | 总经理 - 包楚雄（2017年—） | 党委书记 - 康维（2017年9月—） |

## 管辖范围
中国铁路南宁局集团有限公司管辖下列铁路区间：
- 贵广客运专线：从江站（贵州）—怀集站（广东）
- 南昆客運專線：南宁站—陽圩站
- 南广铁路：南宁站（广西）—郁南站（广东）
- 衡柳铁路：永州站（湖南）—柳州站（广西）
- 柳南城际铁路：柳州站（广西）—南宁站（广西）全段管辖
- 湘桂铁路：滩头湾站（湖南）—隘口站（广西）
- 益湛铁路：
  - 永电段：楠木塘站（湖南）—马路圩站（广西）
  - 马玉线：马路圩站（广西）—玉林站（广西）全段管辖
- 黔桂铁路：麻尾站（贵州）—柳州站（广西）
- 黎湛铁路：黎塘站（广西）—湛江站（广东）全段管辖
- 河茂铁路：河唇站（广东）—茂名西站（广东）
- 焦柳铁路：牙屯堡站（湖南）—柳州站（广西）
- 南昆铁路：南宁站（广西）—威舍站（贵州）
- 南珠高铁：南宁东站（广西）—罗定北站（广东）
- 地方铁路：桂海铁路、屯秋铁路、三罗铁路、来合铁路、黎钦铁路、南欽鐵路等线路

## 机车配属
注：以下机车配属情况截至2018年6月。标记x为已退役；标记t为已调离；标记s为已封存；标记c为仅广西沿海铁路公司有配属的情况。

### 柴油机车
| 型号                    | 用途          | 配属                                   | 备注 | 图片 |
| ----------------------- | ------------- | -------------------------------------- | --- | ---- |
| 东风4B型                | 客运型 货运型 | 柳州机务段 南宁机务段                  | 货运型配属于柳州机务段，客运型配属于南宁机务段 |      |
| 东风4C型                | 货运型        | 南宁机务段                             | 2013年前柳州机务段配属此型号机车 |      |
| 东风4D型 提速客运型     | 客运型        | 柳州机务段 南宁机务段                  | 柳州机务段和南宁机务段各自配属此亚型号版本机车 |      |
| 东风4D型 货运型         | 货运型        | 柳州机务段 南宁机务段 南宁南机务运用段 | 柳州机务段和南宁机务段各自配属此亚型号版本机车 |      |
| 东风4D型 准高速客运型   | 客运型        | 柳州机务段 南宁机务段                  | 柳州机务段和南宁机务段各自配属此亚型号版本机车 |      |
| 东风4D型 径向转向架型   | 货运型        | 南宁机务段                             | 2013年前柳州机务段配属此亚型号版本机车 |      |
| 东风5型                 | 调车机车      | 柳州机务段 南宁机务段                  | |      |
| 东风7C型                | 调车机车      | 南宁机务段                             | |      |
| 东风7D型x               | 货运型        | 柳州机务段                             | 除0001号车和3001号车两台机车送交中国铁道博物馆展示外，其余机车已被拆解 |      |
| 东风7G型 （南车四方版） | 调车机车      | 柳州机务段 南宁机务段                  | |      |
| 东风7G型 （北车二七版） | 调车机车      | 南宁机务段                             | |      |
| 东风8B型                | 货运型        | 柳州机务段 南宁南机务运用段            | 2016年南宁机务段一度从柳州机务段接配属30台此型号机车，后全部转配回柳州机务段 |      |
| 东风10型x               | 货运型        | 南宁机务段 柳州机务段                  | 曾投入黔桂铁路试运行，但由于此型机车在曲线半径小、坡度大的山区铁路无法达到理想的粘着利用，最终不获青睐。后两节机车拆开分别在柳州和南宁两地作为调车机车使用，最终于2010年被拆解。 |      |
| 东风11G型t              | 客运型        | 柳州机务段                             | 2011年7月到2017年1月期间配属，先后担当K1627/1628次列车、K486/487、K488/485次列车、K457/458次列车等旅客列车在南宁铁路局管内的机车交路。                                           |      |
| GKD1型s                 | 调车机车      | 柳州机务段                             | 接收自原由广西地方铁路管辖之桂林东站；一说已封存 |      |
| HXN5B型                 | 调车机车      | 柳州机务段 南宁机务段                  | 柳州机务段配属8台，南宁机务段配属7台，运用于柳州南站、南宁站和南宁南站。 |      |

### 电力机车
| 型号      | 用途          | 配属                  | 备注 | 图片 |
| --------- | ------------- | --------------------- | --- | ---- |
| 韶山3型c  | 客运型 货运型 | 南宁南机务运用段      | 柳州机务段和南宁机务段在历史上均配属此车型，现已无配属。2015年有50台本型机车让渡至广西沿海铁路有限公司南宁南机务运用段                                    |      |
| 韶山3B型  | 货运型        | 柳州机务段            | 2014年9月从兰州铁路局迎水桥机务段接收38组此型机车，运用于黔桂铁路，担当跨局货运长交路。应当注意的是，成都铁路局贵阳机务段配属的此型机车亦运用于黔桂铁路。 |      |
| 韶山7型   | 货运型        | 柳州机务段            | 2016年3月后，原配属于南宁机务段的韶山7型机车陆续转配柳州机务段。                                                                                          |      |
| 韶山7B型  | 货运型        | 柳州机务段            | 在配属于南宁机务段期间，0001号机车因2005年南昆铁路事故报废。0002号机车于2018年春转配至柳州机务段。                                                        |      |
| 和谐1C型  | 货运型        | 柳州机务段 南宁机务段 | 柳州机务段在2012年秋到2013年秋期间一度配属此车型，2017年秋起第二次配属此车型至今；南宁机务段则从2013年秋起配属此车型至今                                  |      |
| 和谐3C型  | 客货运型      | 柳州机务段            | 2013年10月配属新造35台本型机车，但此后开始从其他机务段接收此型机车。                                                                                      |      |
| 和谐3D型c | 客运型        | 南宁南机务运用段      | 于2015年4月开始担当北海-防城港城际特快列车的本务机，成为HXD3D在华南的唯一用家。                                                                           |      |

### 动车组
| 型号      | 动力来源 | 动力分布方式 | 配属                      | 备注 | 图片 |
| --------- | -------- | ------------ | ------------------------- | --- | ---- |
| 北海号cx  | 内燃     | 动力集中型   | 沿海铁路公司              | 已报废，存于沿海铁路公司北海客整所                                                                          |      |
| 神州号x   | 内燃     | 动力集中型   | 南宁机务段                | 2007年8月，柳州铁路局获分配5台机车和20节车厢，经车辆段检修后投入运营。目前动力车已拆解，拖车存于柳州客技站  |      |
| CRH2A型   | 电力     | 动力分散型   | 南宁车辆段 屯里动车运用所 | |      |
| CRH380A型 | 电力     | 动力分散型   | 南宁车辆段 屯里动车运用所 | |      |
| CRH6A型ts | 电力     | 动力分散型   | 南宁车辆段 屯里动车运用所 | 2015年7月28日到当年年底，南宁铁路局用CRH6A-4002在贺州、南宁、桂林间载客运行。此组车现已被封存在浦镇车辆厂。 |      |
| CRH6F型t  | 电力     | 动力分散型   | 南宁车辆段 屯里动车运用所 | 2015年7月11日到当年年底，南宁铁路局用CRH6F-4003在南宁到北海间载客运行。此组车现况不明。                     |      |